# Fredberg (Suriname)

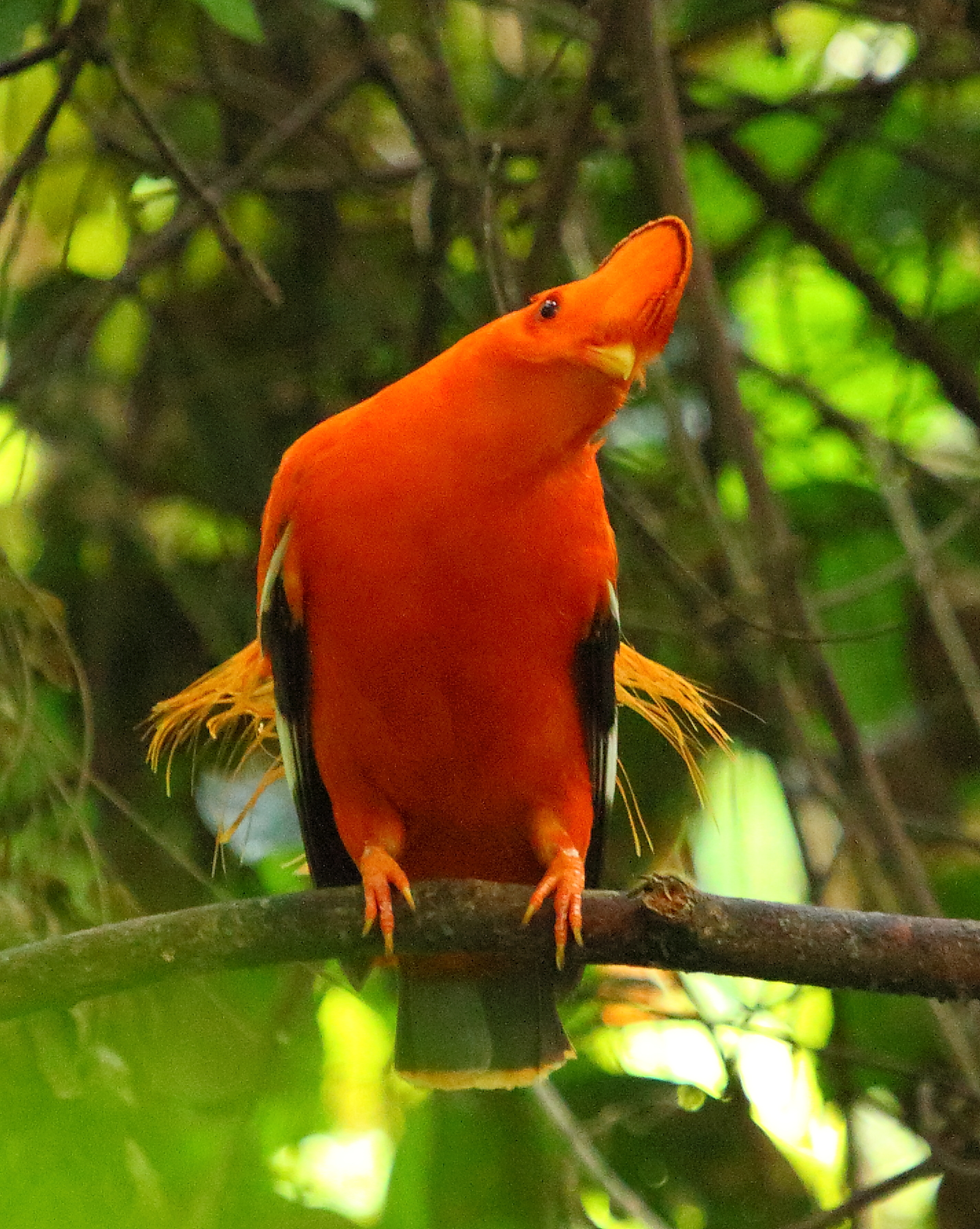
Oranje rotshaan

De Fredberg is een berg in het ressort Boven-Saramacca in Sipaliwini in Suriname.

## Locatie
De berg ligt tussen de Boven-Saramaccarivier en de Kleine Saramaccarivier, ten westen van het Brokopondostuwmeer. Na een afslag op de Avobakaweg/Ghaama Abagoweg, op 23 kilometer voor Pokigron (Atjoni), wordt het basiskamp bereikt. Vanaf hier ligt de berg op 4,2 kilometer afstand, een wandeling van tweeënhalf tot vier uur waarvan een half uur geklommen wordt. De berg is 380 meter hoog op het hoogste punt; toeristen komen meestal niet hoger dan 280 meter. De Fredberg bevindt zich in een beschermd natuurgebied.

## Ontdekking en fauna
De berg werd in 2013 door Fred Pansa ontdekt, toen hij met een vliegtuig van het binnenland naar Paramaribo vloog en uit het raam keek. Eind 2013 ging hij op zoek naar deze berg om van dichtbij te zien wat het gebied te bieden heeft. Bij het zien van de rotshaan raakte hij gefascineerd: "Die vogel had ik nog nooit in mijn leven gezien." Deze vogel komt alleen in het oerwoud van het Guianaschild voor, op plekken waar zich nissen in rotsen bevinden zodat de eieren uitgebroed kunnen worden.
Hier hebben ook de karmozijnvruchtenkraai en de capuchonvogel hun leefgebied, evenals roofdieren als de poema, jaguar en ocelot. Pansa ontwikkelde de locatie voor toerisme en bezoekers noemden dit de Berg van Fred. Hieraan dankt de berg zijn naam Fredberg. Op de berg bevinden zich overnachtingsplekken en een douche. Vanaf de berg is er uitzicht over het oerwoud.

## Media
In 2015 maakten de studenten Marije Huijsman en Sietse van der Molen de documentaire Duizend procent over Fred Pansa en de Fredberg. In 2016 werd de berg bezocht door vier Nederlandse jongeren van het televisieprogramma Streetlab. In januari 2017 werden opnames gemaakt door Humberto Tan en zijn team van RTL Late Night. Op de cover van zijn boek Mijn Suriname (2023) is de oranje rotshaan te zien. In 2019 zond Netflix de documentaire Dancing with the birds uit, waarvoor op de berg oranje rotshanen werden gefilmd. In 2023 maakten vier Nederlandse tieners in de realityserie Reis naar je roots een bezoek.